# Српски кошаркашки клубови у европским такмичењима 2015/16.
Српски кошаркашки клубови у европским такмичењима 2015/16. имали су једног представника:
- Црвена звезда Телеком је као финалиста Јадранске лиге 2014/15. изборила пласман у Евролигу 2015/16.

Партизан НИС је као полуфиналиста Јадранске лиге 2014/15. обезбедио учешће у Еврокупу 2015/16, али је одустао од такмичења због финансијских проблема.

## Црвена звезда Телеком у Евролиги

### Прва фаза „Топ 24“ - Група А
Црвена звезда Телеком је на жребу 9. јула 2015. из четвртог шешира сврстана у групу А.
|    | Екипа                 | Игр. | Поб. | Изг. | П+  | П-  | П+/- | Тај-брек |
| -- | --------------------- | ---- | ---- | ---- | --- | --- | ---- | -------- |
| 1. | Фенербахче            | 10   | 8    | 2    | 770 | 707 | +63  |          |
| 2. | Химки                 | 10   | 5    | 5    | 798 | 740 | +58  | 3-1      |
| 3. | Црвена звезда Телеком | 10   | 5    | 5    | 766 | 813 | -47  | 2-2      |
| 4. | Реал Мадрид           | 10   | 5    | 5    | 854 | 808 | +46  | 1-3      |
| 5. | Бајерн Минхен         | 10   | 4    | 6    | 763 | 780 | -17  |          |
| 6. | Стразбур ИГ           | 10   | 3    | 7    | 711 | 814 | -103 |          |

| 15. 10. 2015. 19:00 Извештај |                                                                | Црвена звезда Телеком | 81 : 59                   | Стразбур ИГ | Београдска арена, Београд Гледаоци: 14.338 |  |
| 15. 10. 2015. 19:00 Извештај | Четвртине: 19-20, 24-12, 19-16, 19-11                          |                       |                           |             | Београдска арена, Београд Гледаоци: 14.338 |  |
| 15. 10. 2015. 19:00 Извештај | Поени: Цирбес 18 Скокови: Цирбес 7 Асистенције: Јовић, Мекел 5 |                       | Бобуа 17 Лелуп 6 Лакомб 4 |             | Београдска арена, Београд Гледаоци: 14.338 |  |

| 22. 10. 2015. 22:00 Извештај |                                                           | Реал Мадрид | 98 : 71                    | Црвена звезда Телеком | Палата спортова Покрајине Мадрид, Мадрид Гледаоци: 7.869 |  |
| 22. 10. 2015. 22:00 Извештај | Четвртине: 22-6, 34-14, 26-21, 16-30                      |             |                            |                       | Палата спортова Покрајине Мадрид, Мадрид Гледаоци: 7.869 |  |
| 22. 10. 2015. 22:00 Извештај | Поени: Керол 19 Скокови: Рејес 8 Асистенције: Родригез 11 |             | Цирбес 15 Цирбес 6 Јовић 9 |                       | Палата спортова Покрајине Мадрид, Мадрид Гледаоци: 7.869 |  |

| 30. 10. 2015. 17:30 Извештај |                                                           | Химки | 91 : 53                     | Црвена звезда Телеком | Спортска дворана Новатор, Химки Гледаоци: 2.000 |  |
| 30. 10. 2015. 17:30 Извештај | Четвртине: 22-17, 29-13, 20-9, 20-14                      |       |                             |                       | Спортска дворана Новатор, Химки Гледаоци: 2.000 |  |
| 30. 10. 2015. 17:30 Извештај | Поени: Огастин 14 Скокови: 3 играча 5 Асистенције: Швед 7 |       | Цирбес 15 Цирбес 14 Мекел 4 |                       | Спортска дворана Новатор, Химки Гледаоци: 2.000 |  |

| 6. 11. 2015. 20:00 Извештај |                                                                | Црвена звезда Телеком | 60 : 74                   | Фенербахче | Београдска арена, Београд Гледаоци: 16.203 |  |
| 6. 11. 2015. 20:00 Извештај | Четвртине: 19-25, 12-20, 11-14, 18-15                          |                       |                           |            | Београдска арена, Београд Гледаоци: 16.203 |  |
| 6. 11. 2015. 20:00 Извештај | Поени: Штимац 13 Скокови: Штимац 7 Асистенције: Јовић, Лазић 4 |                       | Антић 14 Антић 7 Слукас 3 |            | Београдска арена, Београд Гледаоци: 16.203 |  |

| 12. 11. 2015. 20:45 Извештај |                                                                               | Бајерн Минхен | 79 : 90                   | Црвена звезда Телеком | Ауди дом, Бајерн Гледаоци: 6.171 |  |
| 12. 11. 2015. 20:45 Извештај | Четвртине: 19-19, 24-19, 23-25, 13-27                                         |               |                           |                       | Ауди дом, Бајерн Гледаоци: 6.171 |  |
| 12. 11. 2015. 20:45 Извештај | Поени: Савановић 19 Скокови: Савановић, Тејлор 5 Асистенције: Гавел, Ренфро 4 |               | Милер 22 Милер 6 Јовић 19 |                       | Ауди дом, Бајерн Гледаоци: 6.171 |  |

| 19. 11. 2015. 20:45 Извештај |                                                              | Стразбур ИГ | 78 : 75                    | Црвена звезда Телеком | Ренус спорт, Стразбур Гледаоци: 5.318 |  |
| 19. 11. 2015. 20:45 Извештај | Четвртине: 19-30, 15-22, 22-12, 22-11                        |             |                            |                       | Ренус спорт, Стразбур Гледаоци: 5.318 |  |
| 19. 11. 2015. 20:45 Извештај | Поени: Лелуп 24 Скокови: Голубовић 9 Асистенције: 3 играча 3 |             | Милер 23 Милер 12 Јовић 10 |                       | Ренус спорт, Стразбур Гледаоци: 5.318 |  |

| 27. 11. 2015. 20:00 Извештај |                                                           | Црвена звезда Телеком | 94 : 88                             | Реал Мадрид | Хала Пионир, Београд Гледаоци: 6.744 |  |
| 27. 11. 2015. 20:00 Извештај | Четвртине: 28-18, 18-25, 20-24, 28-21                     |                       |                                     |             | Хала Пионир, Београд Гледаоци: 6.744 |  |
| 27. 11. 2015. 20:00 Извештај | Поени: Цирбес 26 Скокови: Милер 7 Асистенције: 3 играча 4 |                       | Ајон, Родригез 16 Ајон 7 Родригез 9 |             | Хала Пионир, Београд Гледаоци: 6.744 |  |

| 4. 12. 2015. 20:00 Извештај |                                                                | Црвена звезда Телеком | 96 : 91                 | Химки | Хала Пионир, Београд Гледаоци: 6.934 |  |
| 4. 12. 2015. 20:00 Извештај | Четвртине: 27-26, 23-27, 18-16, 28-22                          |                       |                         |       | Хала Пионир, Београд Гледаоци: 6.934 |  |
| 4. 12. 2015. 20:00 Извештај | Поени: Цирбес 27 Скокови: Милер, Цирбес 7 Асистенције: Јовић 6 |                       | Швед 28 Драгић 8 Швед 6 |       | Хала Пионир, Београд Гледаоци: 6.934 |  |

| 11. 12. 2015. 20:45 Извештај |                                                        | Фенербахче | 79 : 61                           | Црвена звезда Телеком | Спортска арена Улкер, Истанбул Гледаоци: 8.634 |  |
| 11. 12. 2015. 20:45 Извештај | Четвртине: 18-20, 21-17, 19-14, 21-10                  |            |                                   |                       | Спортска арена Улкер, Истанбул Гледаоци: 8.634 |  |
| 11. 12. 2015. 20:45 Извештај | Поени: Јудо 13 Скокови: Датоме 8 Асистенције: Слукас 7 |            | Симоновић 15 Милер 11 Вилијамс 10 |                       | Спортска арена Улкер, Истанбул Гледаоци: 8.634 |  |

| 18. 12. 2015. 19:00 Извештај |                                                         | Црвена звезда Телеком | 85 : 76                          | Бајерн Минхен | Хала Пионир, Београд Гледаоци: 6.458 |  |
| 18. 12. 2015. 19:00 Извештај | Четвртине: 31-20, 13-20, 12-25, 29-11                   |                       |                                  |               | Хала Пионир, Београд Гледаоци: 6.458 |  |
| 18. 12. 2015. 19:00 Извештај | Поени: Милер 21 Скокови: Милер 10 Асистенције: Јовић 13 |                       | Савановић 19 Савановић 6 Гавел 6 |               | Хала Пионир, Београд Гледаоци: 6.458 |  |

### Друга фаза „Топ 16“ - Група Е
|    | Екипа                 | Игр. | Поб. | Изг. | П+   | П-   | П+/- | Тај-брек |
| -- | --------------------- | ---- | ---- | ---- | ---- | ---- | ---- | -------- |
| 1. | Фенербахче            | 14   | 11   | 3    | 1095 | 1032 | +63  |          |
| 2. | Локомотива Кубањ      | 14   | 9    | 5    | 1099 | 978  | +121 | 1-1 (+4) |
| 3. | Панатинаикос          | 14   | 9    | 5    | 1067 | 1027 | +40  | 1-1 (-4) |
| 4. | Црвена звезда Телеком | 14   | 7    | 7    | 1038 | 1060 | -22  | 1-1 (+8) |
| 5. | Анадолу Ефес          | 14   | 7    | 7    | 1121 | 1106 | +15  | 1-1 (-8) |
| 6. | Дарушафака Догуш      | 14   | 5    | 9    | 1060 | 1083 | -23  |          |
| 7. | Уникаха               | 14   | 4    | 10   | 971  | 1076 | -105 | 2-0      |
| 8. | Цедевита              | 14   | 4    | 10   | 1038 | 1127 | -89  | 0-2      |

| 30. 12. 2015. 18:00 Извештај |                                                            | Анадолу Ефес | 85 : 84                      | Црвена звезда Телеком | Абди Ипекчи арена, Истанбул Гледаоци: 2.626 |  |
| 30. 12. 2015. 18:00 Извештај | Четвртине: 25-23, 19-31, 17-18, 24-12                      |              |                              |                       | Абди Ипекчи арена, Истанбул Гледаоци: 2.626 |  |
| 30. 12. 2015. 18:00 Извештај | Поени: Данстон 21 Скокови: 3 играча 4 Асистенције: Ертел 8 |              | Цирбес 22 Цирбес 12 Јовић 11 |                       | Абди Ипекчи арена, Истанбул Гледаоци: 2.626 |  |

| 8. 1. 2016. 20:00 Извештај |                                                        | Црвена звезда Телеком | 65 : 88                       | Фенербахче | Хала Пионир, Београд Гледаоци: 6.421 |  |
| 8. 1. 2016. 20:00 Извештај | Четвртине: 20-23, 8-18, 18-22, 19-25                   |                       |                               |            | Хала Пионир, Београд Гледаоци: 6.421 |  |
| 8. 1. 2016. 20:00 Извештај | Поени: Милер 21 Скокови: Цирбес 6 Асистенције: Кинси 5 |                       | Датоме 21 Весели 15 Диксон 11 |            | Хала Пионир, Београд Гледаоци: 6.421 |  |

| 14. 1. 2016. 20:15 Извештај |                                                                     | Панатинаикос | 63 : 74                   | Црвена звезда Телеком | Олимпијска дворана, Атина Гледаоци: 11.000 |  |
| 14. 1. 2016. 20:15 Извештај | Четвртине: 14-16, 20-22, 14-16, 15-20                               |              |                           |                       | Олимпијска дворана, Атина Гледаоци: 11.000 |  |
| 14. 1. 2016. 20:15 Извештај | Поени: Гист 15 Скокови: Кузмић, Фоцис 6 Асистенције: Дијамантидис 4 |              | Цирбес 12 Јовић 8 Јовић 8 |                       | Олимпијска дворана, Атина Гледаоци: 11.000 |  |

| 22. 1. 2016. 20:00 Извештај |                                                               | Црвена звезда Телеком | 87 : 73                             | Уникаха | Хала Пионир, Београд Гледаоци: 6.421 |  |
| 22. 1. 2016. 20:00 Извештај | Четвртине: 21-14, 20-17, 19-22, 27-20                         |                       |                                     |         | Хала Пионир, Београд Гледаоци: 6.421 |  |
| 22. 1. 2016. 20:00 Извештај | Поени: Јовић 15 Скокови: Цирбес 6 Асистенције: Јовић, Мицић 5 |                       | Смит 11 Хендрикс 6 Смит, Хендрикс 3 |         | Хала Пионир, Београд Гледаоци: 6.421 |  |

| 29. 1. 2016. 20:00 Извештај |                                                        | Црвена звезда Телеком | 80 : 66                         | Локомотива Кубањ | Хала Пионир, Београд Гледаоци: 6.479 |  |
| 29. 1. 2016. 20:00 Извештај | Четвртине: 33-21, 17-16, 17-17, 13-12                  |                       |                                 |                  | Хала Пионир, Београд Гледаоци: 6.479 |  |
| 29. 1. 2016. 20:00 Извештај | Поени: Милер 24 Скокови: Цирбес 9 Асистенције: Јовић 6 |                       | Рандолф 22 Клавер 10 Синглтон 4 |                  | Хала Пионир, Београд Гледаоци: 6.479 |  |

| 4. 2. 2016. 19:30 Извештај |                                                                 | Дарушафака Догуш | 69 : 66                    | Црвена звезда Телеком | Фолксваген арена, Истанбул Гледаоци: 4.678 |  |
| 4. 2. 2016. 19:30 Извештај | Четвртине: 21-19, 20-18, 14-17, 14-12                           |                  |                            |                       | Фолксваген арена, Истанбул Гледаоци: 4.678 |  |
| 4. 2. 2016. 19:30 Извештај | Поени: Ерден 14 Скокови: Гордон 7 Асистенције: Гордон, Рединг 3 |                  | Кинси 16 Штимац 10 Јовић 6 |                       | Фолксваген арена, Истанбул Гледаоци: 4.678 |  |

| 11. 2. 2016. 20:00 Извештај |                                                         | Црвена звезда Телеком | 94 : 74                        | Цедевита | Хала Пионир, Београд Гледаоци: 6.491 |  |
| 11. 2. 2016. 20:00 Извештај | Четвртине: 26-12, 17-20, 19-24, 32-18                   |                       |                                |          | Хала Пионир, Београд Гледаоци: 6.491 |  |
| 11. 2. 2016. 20:00 Извештај | Поени: Милер 22 Скокови: Штимац 13 Асистенције: Мицић 9 |                       | Пулен 20 Вајт, Вокер 7 Билан 5 |          | Хала Пионир, Београд Гледаоци: 6.491 |  |

| 26. 2. 2016. 20:00 Извештај |                                                          | Црвена звезда Телеком | 91 : 82                   | Анадолу Ефес | Центар Миленијум, Вршац Гледаоци: 4.961 |  |
| 26. 2. 2016. 20:00 Извештај | Четвртине: 24-19, 14-27, 25-19, 28-17                    |                       |                           |              | Центар Миленијум, Вршац Гледаоци: 4.961 |  |
| 26. 2. 2016. 20:00 Извештај | Поени: Милер 15 Скокови: Цирбес 9 Асистенције: Гудурић 5 |                       | Шарић 19 Шарић 8 Ертел 11 |              | Центар Миленијум, Вршац Гледаоци: 4.961 |  |

| 4. 3. 2016. 19:30 Извештај |                                                              | Фенербахче | 72 : 65                    | Црвена звезда Телеком | Спортска арена Улкер, Истанбул Гледаоци: 10.694 |  |
| 4. 3. 2016. 19:30 Извештај | Четвртине: 14-18, 11-16, 24-6, 23-25                         |            |                            |                       | Спортска арена Улкер, Истанбул Гледаоци: 10.694 |  |
| 4. 3. 2016. 19:30 Извештај | Поени: Датоме 27 Скокови: Богдановић 7 Асистенције: Диксон 6 |            | Цирбес 11 Цирбес 7 Мицић 4 |                       | Спортска арена Улкер, Истанбул Гледаоци: 10.694 |  |

| 11. 3. 2016. 20:00 Извештај |                                                          | Црвена звезда Телеком | 69 : 67                               | Панатинаикос | Београдска арена, Београд Гледаоци: 18.150 |  |
| 11. 3. 2016. 20:00 Извештај | Четвртине: 10-18, 18-13, 25-11, 16-25                    |                       |                                       |              | Београдска арена, Београд Гледаоци: 18.150 |  |
| 11. 3. 2016. 20:00 Извештај | Поени: Кинси 19 Скокови: 3 играча 5 Асистенције: Јовић 6 |                       | Вилијамс 17 Радуљица 7 Дијамантидис 3 |              | Београдска арена, Београд Гледаоци: 18.150 |  |

| 18. 3. 2016. 20:45 Извештај |                                                             | Уникаха | 72 : 78                          | Црвена звезда Телеком | Палата спортова Хосе Марија Мартин Карпена, Малага Гледаоци: 5.856 |  |
| 18. 3. 2016. 20:45 Извештај | Четвртине: 20-12, 23-15, 17-26, 12-25                       |         |                                  |                       | Палата спортова Хосе Марија Мартин Карпена, Малага Гледаоци: 5.856 |  |
| 18. 3. 2016. 20:45 Извештај | Поени: Недовић 22 Скокови: 3 играча 6 Асистенције: Џексон 4 |         | Јовић 16 Милер, Цирбес 7 Мицић 8 |                       | Палата спортова Хосе Марија Мартин Карпена, Малага Гледаоци: 5.856 |  |

| 24. 3. 2016. 18:00 Извештај |                                                                       | Локомотива Кубањ | 86 : 62                       | Црвена звезда Телеком | Баскет-хол арена, Краснодар Гледаоци: 6.442 |  |
| 24. 3. 2016. 18:00 Извештај | Четвртине: 19-15, 26-20, 21-14, 20-13                                 |                  |                               |                       | Баскет-хол арена, Краснодар Гледаоци: 6.442 |  |
| 24. 3. 2016. 18:00 Извештај | Поени: Рандолф, Синглтон 17 Скокови: Делејни 4 Асистенције: Делејни 9 |                  | Гудурић 13 Цирбес 8 Гудурић 4 |                       | Баскет-хол арена, Краснодар Гледаоци: 6.442 |  |

| 31. 3. 2016. 20:00 Извештај |                                                         | Црвена звезда Телеком | 61 : 80                                | Дарушафака Догуш | Београдска арена, Београд Гледаоци: 18.278 |  |
| 31. 3. 2016. 20:00 Извештај | Четвртине: 20-15, 14-20, 15-20, 12-25                   |                       |                                        |                  | Београдска арена, Београд Гледаоци: 18.278 |  |
| 31. 3. 2016. 20:00 Извештај | Поени: Милер 18 Скокови: Милер 7 Асистенције: Гудурић 4 |                       | Вилбекин 19 Бјелица, Слотер 6 Гордон 6 |                  | Београдска арена, Београд Гледаоци: 18.278 |  |

| 7/8. 4. 2016. 19:00 Извештај |                                                              | Цедевита | 83 : 62                     | Црвена звезда Телеком | Кошаркашки центар Дражен Петровић, Загреб Гледаоци: 1.500 |  |
| 7/8. 4. 2016. 19:00 Извештај | Четвртине: 29-12, 23-19, 16-14, 15-17                        |          |                             |                       | Кошаркашки центар Дражен Петровић, Загреб Гледаоци: 1.500 |  |
| 7/8. 4. 2016. 19:00 Извештај | Поени: Пулен 22 Скокови: Билан 6 Асистенције: Вајт, Гордић 3 |          | Штимац 18 Штимац 11 Мицић 5 |                       | Кошаркашки центар Дражен Петровић, Загреб Гледаоци: 1.500 |  |

### Четвртфинале
| 12. 4. 2016. 19:00 Извештај |                                                                  | ЦСКА Москва | 84 : 74                          | Црвена звезда Телеком | Мегаспорт арена, Москва Гледаоци: 6.702 |  |
| 12. 4. 2016. 19:00 Извештај | Четвртине: 25-20, 19-20, 19-16, 21-18                            |             |                                  |                       | Мегаспорт арена, Москва Гледаоци: 6.702 |  |
| 12. 4. 2016. 19:00 Извештај | Поени: Теодосић 23 Скокови: Воронцевич 7 Асистенције: Де Коло 10 |             | Јовић, Милер 14 Цирбес 6 Јовић 4 |                       | Мегаспорт арена, Москва Гледаоци: 6.702 |  |

| 14. 4. 2016. 19:00 Извештај |                                                                    | ЦСКА Москва | 77 : 76                     | Црвена звезда Телеком | Мегаспорт арена, Москва Гледаоци: 8.107 |  |
| 14. 4. 2016. 19:00 Извештај | Четвртине: 20-20, 24-28, 19-12, 14-16                              |             |                             |                       | Мегаспорт арена, Москва Гледаоци: 8.107 |  |
| 14. 4. 2016. 19:00 Извештај | Поени: Хајнс 19 Скокови: 4 играча 4 Асистенције: Де Коло, Џексон 3 |             | Јовић 15 4 играча 5 Јовић 7 |                       | Мегаспорт арена, Москва Гледаоци: 8.107 |  |

| 18. 4. 2016. 20:45 Извештај |                                                       | Црвена звезда Телеком | 71 : 78                        | ЦСКА Москва | Београдска арена, Београд Гледаоци: 18.087 |  |
| 18. 4. 2016. 20:45 Извештај | Четвртине: 21-18, 14-18, 12-23, 24-19                 |                       |                                |             | Београдска арена, Београд Гледаоци: 18.087 |  |
| 18. 4. 2016. 20:45 Извештај | Поени: Милер 15 Скокови: Јовић 6 Асистенције: Јовић 6 |                       | Де Коло 20 Хигинс 9 Теодосић 7 |             | Београдска арена, Београд Гледаоци: 18.087 |  |